# Berthold Lubetkin
Berthold Lubetkin (geboren 14. Dezember 1901 in Tiflis, Russisches Kaiserreich; gestorben 23. Oktober 1990) war ein russisch-britischer Architekt, der nach England emigrierte und dort in den 1930er Jahren einer der Pioniere der Architekturmoderne war.

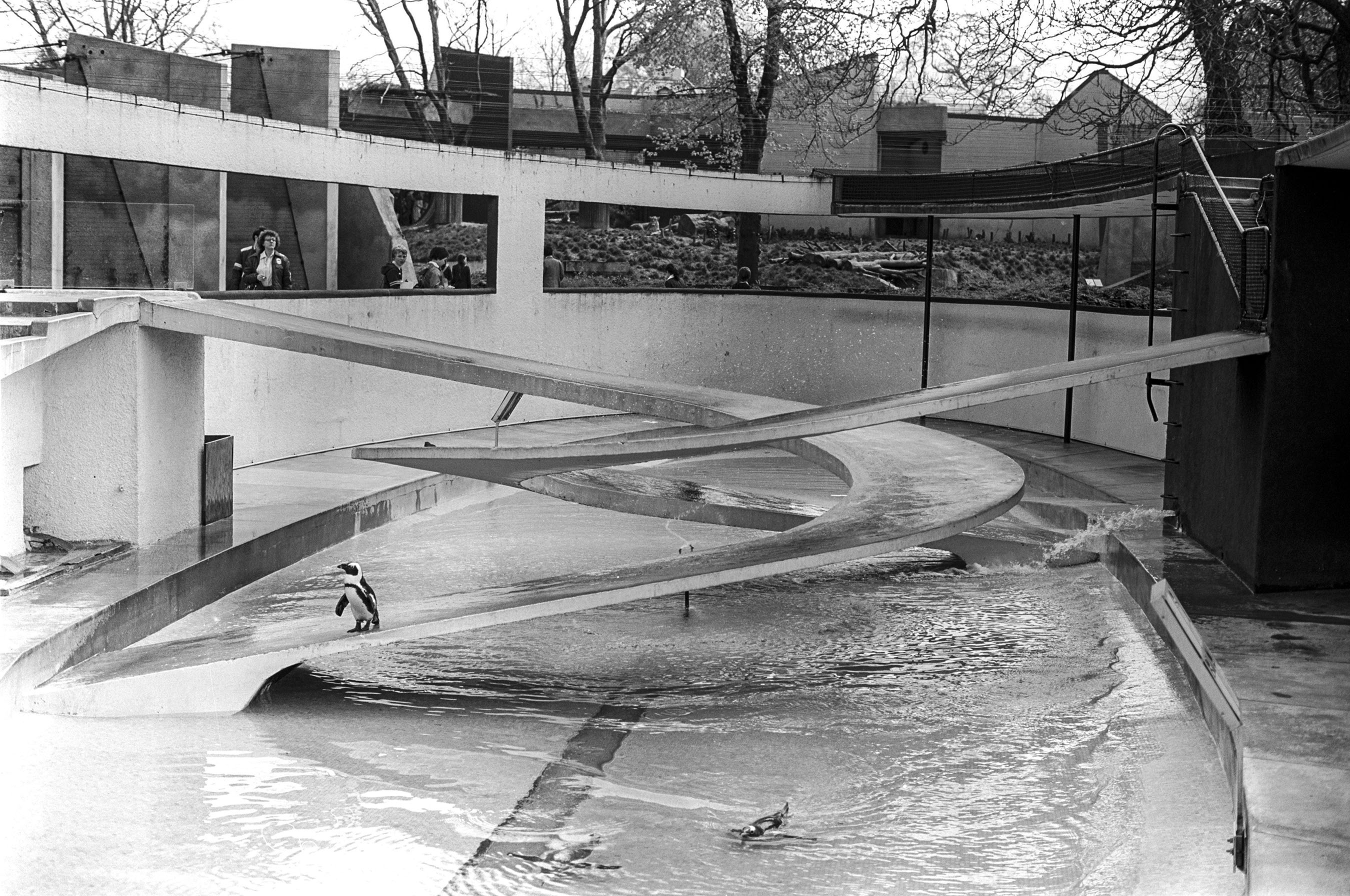
Penguin Pool, London Zoo

## Leben
Lubetkin war das einzige Kind einer mittelständischen jüdischen Familie. Die Eltern nahmen ihn auf ausgedehnte Reisen nach Europa mit. So lernte er früh Österreich, Deutschland, Belgien, Frankreich, England und Skandinavien kennen. Der junge Lubetkin verbrachte die meiste Zeit seiner Kindheit mit Erwachsenen und beschäftigte sich mit Büchern. Die Familie zog nach St. Petersburg und später nach Moskau.
Als 1917 die Russische Revolution ausbrach, war Lubetkin junger Kunststudent in Moskau. Er konnte sie von der Haustüre aus mitverfolgen und unterstützte die Sozialisten anfangs extrem. Er schloss sich den Konstruktivisten an und brachte die Kunst auf die Straße, indem er die 1. Mai-Parade und die Festspiele zum Geburtstag der Revolution mitgestaltete. Im darauffolgenden Architekturstudium in Moskau dozierten unter anderem Konstantin Stepanowitsch Melnikow, Wesnin, Golosow und Ginsburg.
1922 verließ Lubetkin Russland und traf nach einem dreijährigen Aufenthalt in Deutschland und Polen im modernen Paris ein, wo er Melnikow beim sowjetischen Pavillon für die Pariser Internationale Kunstgewerbeausstellung 1925 assistierte, der vis à vis zum Pavillon de l’esprit nouveau von Le Corbusier gebaut wurde. Lubetkin war fasziniert von Le Corbusiers Werken und studierte diese zeit seines Lebens. Nach einem Nachstudium an der école spéciale d’architecture konnte Lubetkin bei Auguste Perret arbeiten, der ein ausgezeichneter Lehrmeister war und dem jungen Architekten exzellente Kritiken zu dessen Arbeit gab.
In Partnerschaft mit Jean Ginsberg entwarf Lubetkin später ein Gebäude an der Avenue de Versailles in Paris, welches ihn berühmt machte. Er wurde dabei u. a. mit Le Corbusier verglichen.

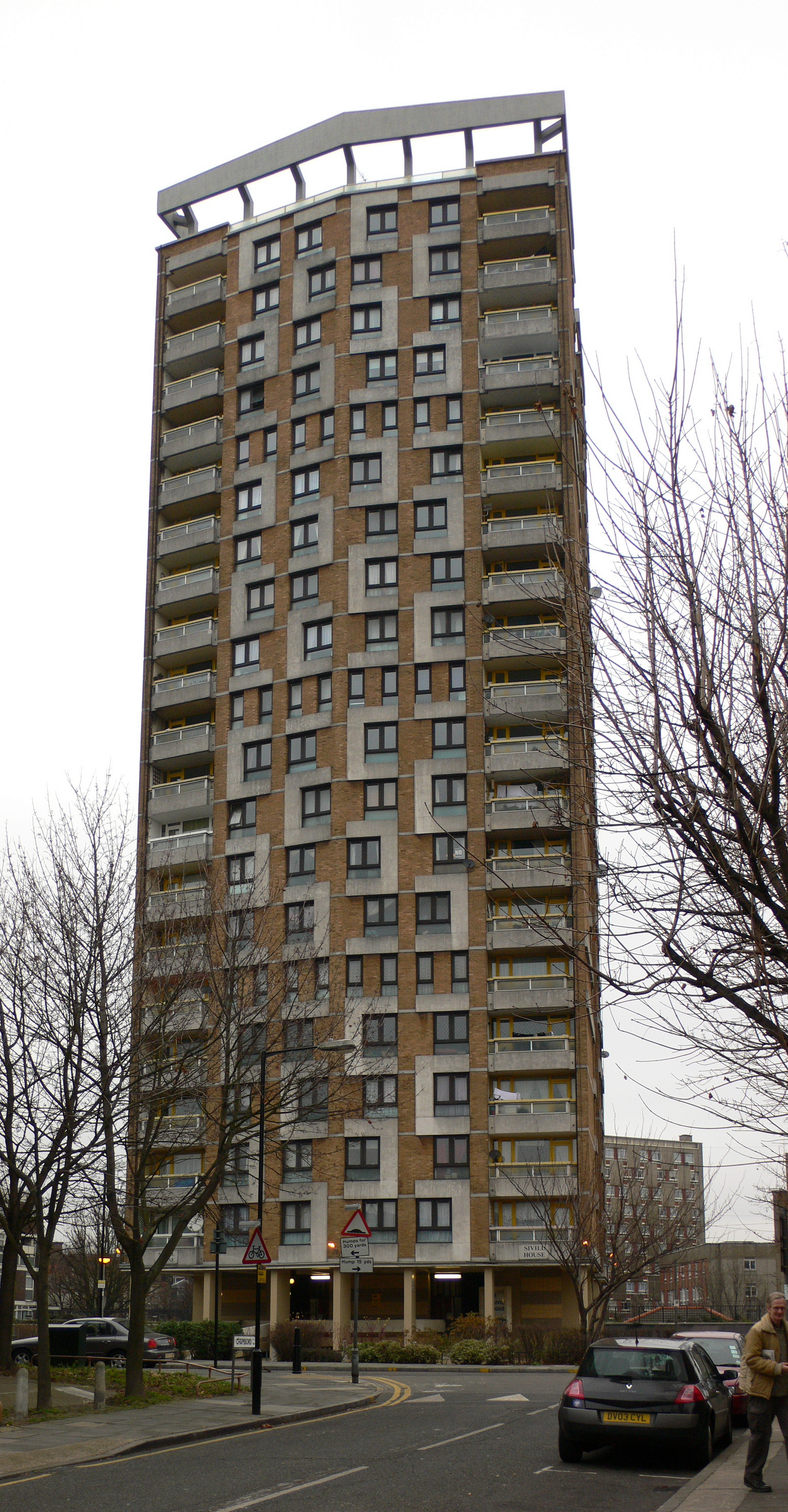
Sivill House (Bethnal Green, 1962)

1931 emigrierte der Architekt nach London. Der überzeugte Sozialist Lubetkin sah, wie aufstrebend und tolerant Großbritannien im Vergleich zum restlichen Europa und insbesondere der Sowjetunion war. Er war Mitbegründer des Büros Tecton, das 1932 sein Debüt gab. Tecton bestand hauptsächlich aus eingewanderten Architekten, die den Modernismus nach England bringen wollten.
Das Gorillahaus und der Pinguinpool des Londoner Zoos gehörten zu den ersten Aufträgen des Büros. Weiter planten sie unter anderem den Dudley Zoo and Castle, der als einzigartiges Exempel für Modernismus in England galt, die East Ham Chest Clinic Highpoint one, Highpoint two und viele darauf folgende. Auch das Haus, in dem Lenin während seines Londoner Exils kurzzeitig lebte, wurde in eines der Projekte eingebunden. Verbunden damit war die Errichtung eines Denkmals, das jedoch von Faschisten beschädigt wurde.
Zum Erfolgsrezept des Büros gehörten auch ansprechende und eindrückliche Publikationen der Projekte.
Lubetkin, der Mitglied der Communist Party of Great Britain war, erhielt 1982 die Royal Gold Medal des Royal Institute of British Architects. 2005 wurde sein Schaffen im Rahmen einer Ausstellung gewürdigt. Das East Durham College benannte sein Theater im Jahr Oktober 2009 nach ihm, die offizielle Eröffnung nahm Lubetkins Tochter Sasha vor. Seine andere Tochter Louise Kehoe veröffentlichte 1995 eine preisgekrönte Biografie über ihren Vater.